# Damar Siput
Damar Siput is een bestuurslaag in het regentschap Aceh Timur van de provincie Atjeh, Indonesië. Damar Siput telt 249 inwoners (volkstelling 2010).